# 千千
千千（1991年4月30日—），本名洪千淑，為臺灣的YouTuber，以大食量著稱。
崇仁護專五專部護理科、中臺科技大學護理系畢業，曾擔任臺大醫院研究護理師。

## 生平
彰化縣二林鎮人，母親為泰國人，身高 175 cm，曾於2016年赴日本參與綜藝節目東京電視台《火力全開大胃王》擔任台灣隊長受矚目，也在隔年參加蕎麥麵全國大賽时獲得亞軍，更吸引經紀公司與其商談在日本出道的事宜，最後因工作考量而婉拒。目前除固定於YouTube上傳影片外，也時常開直播與粉絲直接互動。
2018年9月30日 成立「千尋食品股份有限公司」，自創品牌「‘水哦’千拌麵」。
2019年1月15日上唐綺陽直播節目正式公開感情狀態為穩定交往中。
2019年4月12日下午7點57分，個人經營的官方YouTube頻道訂閱人數突破一百萬，成為第28位台灣百萬訂閱YouTuber，是台灣數位有達到百萬訂閱的女性個人YouTuber其中之一，另外還擁有以全台最低影片數（僅88支影片）即達成百萬訂閱的紀錄。

## 電視廣告
- Simple 清妍 保濕水水雙主打[13]
- Simple 清妍超能安瓶精華[14]

## 電視劇集
| 年份 | 名稱           | 飾演 |
| 2022 | 《百萬人推理》 |      |

## 電影
| 年份 | 名稱         | 飾演 |
| 2023 | 《本日公休》 | 小婷 |

## 代言
- 金豐盛國產雞肉[15][16]

## 獎項與提名
| 年份   | 頒獎活動    | 獎項           | 提名／作品                                                                                  | 結果 |
| ------ | ----------- | -------------- | ------------------------------------------------------------------------------------------- | ---- |
| 2021年 | 第3屆走鐘獎 | 懂吃大吃獎     | 【千千進食中】真的假的？！吃爆台中30道美食！水水做伙吃透透！（ft.啾啾鞋、蔡哥、丁丁、路路） | 提名 |
| 2022年 | 第4屆走鐘獎 | 以食為天獎     | 水水做伙吃透透！澎湖美食美景熱血登場，感受夏日速度與激情！（ft.金針菇、夢多、豪豪、一粒）   | 獲獎 |
| 2022年 | 第4屆走鐘獎 | 最佳節目獎     | 水水做伙吃透透！澎湖美食美景熱血登場，感受夏日速度與激情！（ft.金針菇、夢多、豪豪、一粒）   | 提名 |
| 2022年 | 第4屆走鐘獎 | 年度女創作者獎 | 水水做伙吃透透！澎湖美食美景熱血登場，感受夏日速度與激情！（ft.金針菇、夢多、豪豪、一粒）   | 獲獎 |

## 外部連結
- YouTube上的千千進食中頻道
- YouTube上的千千生活中頻道
- 千千進食中的Facebook專頁
- 千千的Instagram帳戶
- 千千的X（前Twitter）
- 台灣公司資料 （页面存档备份，存于）
- 千拌麵 （页面存档备份，存于）
- 水哦的Facebook專頁
- 水哦｜千拌麵的Instagram帳戶